# 10695 Yasunorifujiwara
10695 Yasunorifujiwara eller 1981 ER21 är en asteroid i huvudbältet som upptäcktes den 2 mars 1981 av den amerikanska astronomen Schelte J. Bus vid Siding Spring-observatoriet. Den är uppkallad efter Yasunori Fujiwara.
Asteroiden har en diameter på ungefär 10 kilometer och den tillhör asteroidgruppen Hygiea.